# Lijst van Belgische plaatsnamen in het Duits
In deze lijst staat de Duitse weergave van Nederlandse respectievelijk Franse plaatsnamen enzovoort in België (ook van provincies en rivieren). 
De Hoge Venen zijn onder de naam 'Hohes Venn' (fr. Hautes Fagnes) bekend.

## Gewesten van België
| Duits     | Nederlands | Frans     |
| --------- | ---------- | --------- |
| Brüssel   | Brussel    | Bruxelles |
| Flandern  | Vlaanderen | Flandre   |
| Wallonien | Wallonië   | Wallonie  |

## Provincies van België
| Duits                               | Nederlands      | Frans               | Gewest     |
| ----------------------------------- | --------------- | ------------------- | ---------- |
| Antwerpen                           | Antwerpen       | Anvers              | Vlaanderen |
| Flämisch-Brabant                    | Vlaams-Brabant  | Brabant flamand     | Vlaanderen |
| Hennegau                            | Henegouwen      | Hainaut             | Wallonië   |
| Limburg                             | Limburg         | Limbourg            | Vlaanderen |
| Lüttich                             | Luik            | Liège               | Wallonië   |
| Luxemburg (Oudduits ook Lützelburg) | Luxemburg       | Luxembourg          | Wallonië   |
| Namen                               | Namen           | Namur               | Wallonië   |
| Ostflandern                         | Oost-Vlaanderen | Flandre-Orientale   | Vlaanderen |
| Wallonisch-Brabant                  | Waals-Brabant   | Brabant wallon      | Wallonië   |
| Westflandern                        | West-Vlaanderen | Flandre-Occidentale | Vlaanderen |

## Plaatsnamen in Vlaanderen
| Duits                           | Nederlands          | Frans               | Provincie       |
| ------------------------------- | ------------------- | ------------------- | --------------- |
| Antwerpen (Oudduits ook Antorf) | Antwerpen           | Anvers              | Antwerpen       |
| Brügge                          | Brugge              | Bruges              | West-Vlaanderen |
| Fuhren                          | Voeren              | Fourons             | Limburg         |
| Herrenfuhren                    | 's-Gravenvoeren     | Fouron-le-Comte     | Limburg         |
| Löwen                           | Leuven              | Louvain             | Vlaams-Brabant  |
| Martinsfuhren                   | Sint-Martens-Voeren | Fouron-Saint-Martin | Limburg         |
| Mecheln                         | Mechelen            | Malines             | Antwerpen       |
| Ostdünkirchen                   | Oostduinkerke       | Ostdunkerque        | West-Vlaanderen |
| Ostende                         | Oostende            | Ostende             | West-Vlaanderen |
| Petersfuhren                    | Sint-Pieters-Voeren | Fouron-Saint-Pierre | Limburg         |
| Reemersthal                     | Remersdaal          | Rémersdael          | Limburg         |
| Seebrügge                       | Zeebrugge           | Zeebruges           | West-Vlaanderen |
| Tongern                         | Tongeren            | Tongres             | Limburg         |
| Ypern                           | Ieper               | Ypres               | West-Vlaanderen |

## Plaatsnamen inBrussels Hoofdstedelijk Gewest
| Nederlands | Duits    | Frans     |
| ---------- | -------- | --------- |
| Brussel    | Brüssel  | Bruxelles |
| Watermaal  | Watermal | Watermael |

## Plaatsnamen in Wallonië

### Plaatsnamen in de provincies Henegouwen, Namen en Waals-Brabant
| Nederlands     | Duits     | Frans            | Provincie     |
| -------------- | --------- | ---------------- | ------------- |
| Bergen         | Bergen    | Mons             | Henegouwen    |
| Namen          | Namen     | Namur            | Namur         |
| (Nieuw-Leuven) | Neu-Löwen | Louvain-la-Neuve | Waals-Brabant |

### Plaatsnamen in de provincie Luik met inbegrip van de Duitstalige Gemeenschap (DG)

Duitstalige Gemeenschap met Malmedy en Waimes

| Duits                       | Nederlands                | Frans             | Opmerkingen                                     |
| --------------------------- | ------------------------- | ----------------- | ----------------------------------------------- |
| Aldringen                   |                           | Audrange          | Deelgemeente van Burg-Reuland (DG)              |
| Altenberg                   | Oudenberg                 | Vieille Montagne  | Deelgemeente van Kelmis (DG)                    |
| Amel                        | Amel                      | Amblève           | (DG)                                            |
| Außenborn                   |                           | Faymonville       | Deelgemeente van Weismes                        |
| Ausderheiden                |                           | Bruyères          | Deelgemeente van Weismes                        |
| Balen                       | Balen, Baelen             | Baelen            | Faciliteiten voor Duitstaligen mogelijk         |
| Bernau                      | Berne                     | Berneau           | Deelgemeente van Dalhem                         |
| Bilstein                    | Bilsteen                  | Bilstain          | Deelgemeente van Limburg                        |
| Bleyberg/Bleiberg           | Blieberg                  | Plombières        | Faciliteiten voor Duitstaligen mogelijk         |
| Bolbach                     | Bolbeek                   | Bombaye           | Deelgemeente van Dalhem                         |
| Borgworm                    | Borgworm                  | Waremme           | -                                               |
| Brücken                     |                           | Pont              | Deelgemeente van Malmedy                        |
| Büllingen                   |                           | Bullange          | (DG)                                            |
| Burg-Reuland                |                           |                   | DG                                              |
| Bürnenville                 |                           | Burnenville       | Deelgemeente van Malmedy                        |
| Bütgenbach                  |                           | Butgenbach        | (DG)                                            |
| Daelheim/Dollheim           | Dalhem                    | Dolhain           | Deelgemeente van Limburg                        |
| Dreibrücken                 |                           | Trois-Ponts       | -                                               |
| Eibertingen                 |                           | Ebertange         | Deelgemeente van Amel (DG)                      |
| Eichschen/Eikschen          | Eiksken                   | Moresnet-Chapelle | Deelgemeente van Plombières                     |
| Emburg                      | Emburg                    | Embourg           | Deelgemeente van Chaudfontaine                  |
| Engelsdorf                  |                           | Ligneuville       | Deelgemeente van Malmedy                        |
| Eupen                       | Eupen                     | (Oudfrans: Néau)  | (DG)                                            |
| Fischvenn                   |                           | Ovifat            | -                                               |
| Fröter                      | Freuter                   | Froidthier        | Deelgemeente van Thimister-Clermont             |
| Galbach (of Gellet)         | Gelhaag of Gellet         | Jalhay            | -                                               |
| Gringertz                   |                           | Champagne         | Deelgemeente van Weismes                        |
| Groß-Richheim               |                           | Grand-Rechain     | Deelgemeente van Herve                          |
| Grüfflingen                 |                           | Grufflange        | Deelgemeente van Burg-Reuland (DG)              |
| Gulken/Gülke                | Gulke/Geuleke             | Goé               | Deelgemeente van Limburg                        |
| Hedomont                    |                           | Hédômont          | Deelgemeente van Malmedy                        |
| Heinrichskapelle            | Hendriks-Kapelle          | Henri-Chapelle    | Deelgemeente van Welkenraedt                    |
| Herbesthal                  | Herbestal                 |                   | Deelgemeente van Lontzen                        |
| Hergenrath                  | Hergenraedt of Hergenraat |                   | Deelgemeente van Kelmis                         |
| Heverberg                   | Heverberg                 | Hèvremont         | Deelgemeente van Limburg                        |
| Homburg                     | Homburg                   | Hombourg          | Deelgemeente van Plombières                     |
| Hünningen                   |                           | Hunnange          | Deelgemeente van Büllingen (DG)                 |
| Rabotrath                   | Rabotraedt of Raboraat    |                   | dorp in gemeente Lontzen                        |
| In der Bivelt               |                           | Robertville       | Deelgemeente van Weismes                        |
| In der Spinnerei            |                           | Outre-Warche      | Deelgemeente van Weismes                        |
| Kelmis                      | Kelmis                    | La Calamine       | (DG)                                            |
| Klause                      | Kluis                     | La Clouse         | Deelgemeente van Aubel                          |
| Klein-Richeim               |                           | Petit-Rechain     | Deelgemeente van Verviers                       |
| Limburg an der Weser        | Limburg                   | Limbourg          |                                                 |
| Lontzen                     | Lontzen                   | Lontzen           | DG                                              |
| Lüttich                     | Luik                      | Liège             | -                                               |
| Malmedy (Oudduits Malmünde) |                           | Malmedy           | Faciliteitengemeente voor Duitstaligen          |
| Membach                     |                           | Membach           | Deelgemeente van Baelen                         |
| Michelshütte                |                           | Baraque Michel    | Deelgemeente van Jalhay                         |
| Mürringen                   |                           | Murrange          | Deelgemeente van Büllingen (DG)                 |
| Odeler/Udelar/Udler         |                           | Oudler            | Deelgemeente van Burg-Reuland (DG)              |
| Rotenberg                   |                           | Bernister         | Deelgemeente van Malmedy                        |
| Sankt Vith                  | Sankt Vith                | Saint-Vith        | (DG)                                            |
| Schoffrä                    |                           | Xhoffraix         | Deelgemeente van Malmedy                        |
| Schönberg                   |                           | Schoenberg        | Deelgemeente van Sankt Vith (DG)                |
| Schönenthal                 |                           | Bellevaux         | Deelgemeente van Malmedy                        |
| Stablo                      | Stavelot                  | Stavelot          | -                                               |
| Steinbach                   |                           | Steinbach         | Deelgemeente van Weismes                        |
| Steinberg                   |                           | Stembert          | Deelgemeente van Verviers                       |
| Surbrot                     |                           | Sourbrodt         | Deelgemeente van Weismes                        |
| Velwisch (Oudduits)         |                           | Verviers          | -                                               |
| Warchebrück                 |                           | Pont-de-Warche    | Deelgemeente van Malmedy (einstige Papiermühle) |
| Weset                       | Wezet                     | Visé              | -                                               |
| Weerst                      | Weerst                    | Warsage           | Deelgemeente van Dalhem                         |
| Weismes                     | Weismes                   | Waimes            | Faciliteitengemeente voor Duitstaligen          |
| Welkenrath                  | Welkenraat                | Welkenraedt       | Faciliteiten voor Duitstaligen mogelijk         |
| Weywertz                    |                           | Wévercé           | Deelgemeente van Bütgenbach (DG)                |
| Zur Heiden                  |                           | Gueuzaine         | Deelgemeente van Weismes                        |

### Plaatsnamen in de provincie Luxemburg

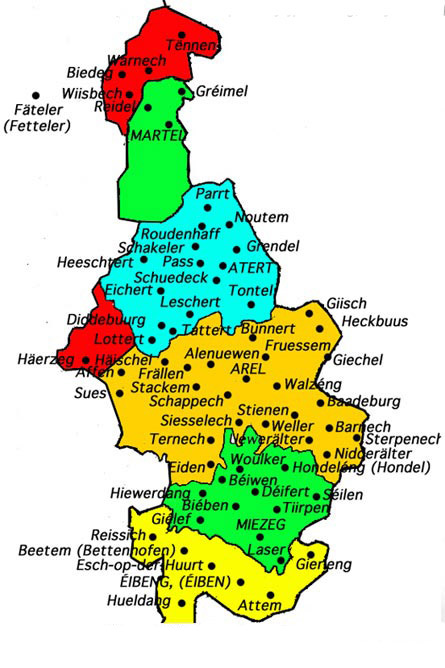
Het Luxemburgstalig gebied van België met Luxemburgse plaatsnamen.

| Duits                                          | Luxemburgs         | Frans                | Opmerkingen                                  |
| ---------------------------------------------- | ------------------ | -------------------- | -------------------------------------------- |
| Altenhofen                                     | Alenuewen          | Viville              | Deelgemeente van Aarlen                      |
| Alt-Habich                                     |                    | Habay-la-Vieille     | Deelgemeente van Habay                       |
| Altsalm                                        |                    | Vielsalm             |                                              |
| Ansler                                         |                    | Anlier               | Deelgemeente van Habay                       |
| Arel                                           | Arel               | Arlon                | Ned.: Aarlen                                 |
| Arelshofen                                     |                    | Arloncourt           | Deelgemeente van Bastenaken                  |
| Athem                                          | Attem              | Athus                | Deelgemeente van Ibingen                     |
| Bardenburg                                     | Badebuerg          | Clairefontaine       | Deelgemeente van Aarlen                      |
| Barnich                                        | Barnech            | Barnich              | Deelgemeente van Aarlen                      |
| Bastenaken                                     | Baaschtnech        | Bastogne             | Ned. Bastenaken                              |
| Bebingen                                       | Bieben             | Bébange              | Deelgemeente van Messancy                    |
| Beierchen                                      |                    | Côte-Rouge           | Deelgemeente van Aarlen, (naast Bunnert)     |
| Bettenhofen                                    | Beetem             | Battincourt          | Deelgemeente van Ibingen                     |
| Beulen                                         |                    | Bouillon             | Ned. Boolen                                  |
| Bindelt                                        |                    | Boeur                | Deelgemeente van Houffalize                  |
| Bindelt                                        |                    | Benonchamps          | Deelgemeente van Bastenaken                  |
| Birelhof                                       |                    | Ferme Birel          | Naast Aarlen                                 |
| Bochholz                                       |                    | Beho                 | Deelgemeente van Gouvy                       |
| Borzich                                        |                    | Bourcy               | Deelgemeente van Bastenaken                  |
| Bowies                                         |                    | Bovigny              | Deelgemeente van Gouvy                       |
| Bunnert                                        | Bunnert            | Bonnert              | Deelgemeente van Aarlen                      |
| Bödingen                                       | Biedeg             | Bodange              | Deelgemeente van Fauvillers                  |
| Büwingen                                       | Béiwen/Béiweng     | Buvange              | Deelgemeente van Messancy                    |
| Chantmill                                      |                    | Chantemelle          | Deelgemeente van Étalle                      |
| Duits-Meer (ook Meisch)                        |                    | Meix-le-Tige         | Deelgemeente van Saint-Léger                 |
| Deifert                                        | Déifert            | Differt              | Deelgemeente van Messancy                    |
| Deyfeld                                        |                    | Deiffelt             | Deelgemeente van Gouvy                       |
| Diedenburg                                     | Diddebuerg         | Thiaumont            | Deelgemeente van Attert                      |
| Elcheroth                                      | Gehaanselchert     | Nobressart           | Deelgemeente van Attert                      |
| Emsong                                         |                    | Musson               | -                                            |
| Esch auf der Hurt                              | Esch-op-der-Huurt  | Aix-sur-Cloie        | Deelgemeente van Ibingen                     |
| Fascht                                         |                    | Faascht              | Naast Attert                                 |
| Feitweiler/Fauweiler, (Oud-Duits ook Feiteler) | Fäteler/Fetteler   | Fauvillers           | -                                            |
| Fels im Ösling/Welschenfels                    |                    | La Roche-en-Ardenne  | -                                            |
| Frassem                                        | Fruessen           | Frassem              | Deelgemeente van Aarlen                      |
| Freilingen                                     | Frellen            | Freylange            | Deelgemeente van Aarlen                      |
| Gerlingen/Gellet                               | Gierleng           | Guerlange            | Deelgemeente van Ibingen                     |
| Geylich                                        |                    | Gouvy                | -                                            |
| Girsch                                         | Giisch             | Guirsch              | Deelgemeente van Aarlen                      |
| Gomels                                         |                    | Commanster           | Deelgemeente van Vielsalm                    |
| Greimelingen                                   | Gréimel            | Grumelange           | Deelgemeente van Martelange                  |
| Guldorf                                        | Gielef             | Guelff               | Deelgemeente van Messancy                    |
| Hanf                                           |                    | Honville             | Deelgemeente van Fauvillers                  |
| Hauffletsch                                    |                    | Houffalize           | -                                            |
| Heckbusch                                      | Heckbuus           | Heckbous             | Deelgemeente van Aarlen                      |
| Heischlingen                                   | Häischel           | Heinsch              | Deelgemeente van Aarlen                      |
| Heistert                                       | Heeschtert         | Heinstert            | Deelgemeente van Attert                      |
| Herzig                                         | Häerzeg            | Hachy                | Deelgemeente van Habay                       |
| Hewerdingen                                    | Hiewerdang         | Habergy              | Deelgemeente van Messancy                    |
| Holdingen                                      | Hueldang           | Halanzy              | Deelgemeente van Ibingen                     |
| Hollingen                                      |                    | Hollange             | Deelgemeente van Fauvillers                  |
| Hondelingen                                    | Hondeléng (Hondel) | Hondelange           | Deelgemeente van Messancy                    |
| Hotten                                         |                    | Hotte                | Deelgemeente van Fauvillers                  |
| Ibingen                                        | Éibeng             | Aubange              | -                                            |
| Katterwang                                     |                    | Quatre-Vents         | Weiler naast Aarlen (Straat naar Bastenaken) |
| Kurtig                                         |                    | Courtil              | Deelgemeente van Gouvy                       |
| Lamerscher                                     |                    | Limerlé              | Deelgemeente van Gouvy                       |
| Langwasser (ook Laser )                        | Laser              | Longeau              | Deelgemeente van Messancy                    |
| Lauterbach                                     |                    | Lutrebois            | Deelgemeente van Bastenaken                  |
| Lautermännchen                                 |                    | Lutremange           | Deelgemeente van Bastenaken                  |
| Liespelt                                       |                    | Livarchamps          | Deelgemeente van Bastenaken                  |
| Losingen                                       |                    | Losange              | Deelgemeente van Bastenaken                  |
| Luchert                                        | Luchert            | Louchert             | Deelgemeente van Attert                      |
| Mark                                           |                    | Marche-en-Famenne    | -                                            |
| Martelange                                     | Maartel            | Martelange           | -                                            |
| Mauer                                          |                    | Mageret              | Deelgemeente van Bastenaken                  |
| Metzig                                         | Miezeg             | Messancy             | -                                            |
| Moorbich                                       |                    | Marvie               | Deelgemeente van Bastenaken                  |
| Munerhof                                       |                    | Menufontaine         | Deelgemeente van Fauvillers                  |
| Mutzich                                        |                    | Mussy-la-Ville       | Deelgemeente van Musson                      |
| Neuenburg in Lützelburg (Luxemburg)            |                    | Neufchâteau          | -                                            |
| Neu-Habich                                     |                    | Habay-la-Neuve       | Deelgemeente van Habay                       |
| Niederelter                                    | Nidderelter        | Autelbas             | Deelgemeente van Aarlen                      |
| Niedlingen                                     |                    | Noedlange            | Naast Messancy                               |
| Nottem                                         | Noutem             | Nothomb              | Deelgemeente van Attert                      |
| Oberelter                                      | Uewerelter         | Autelhaut            | Deelgemeente van Aarlen                      |
| Offen                                          | Affen              | Fouches              | Deelgemeente van Aarlen                      |
| Rachebruch                                     |                    | Traquebois           | Naast Fauvillers                             |
| Redel                                          | Réidel             | Radelange            | Deelgemeente van Martelange                  |
| Resingen/Ressig                                | Reissich           | Rachecourt           | Deelgemeente van Ibingen                     |
| Rödchen                                        |                    | Ruette               | Deelgemeente van Virton                      |
| Rodenhof                                       | Roudenhaff         | Rodenhoff            | Deelgemeente van Attert                      |
| Rosenberg                                      | Rousebierg         | Rosenberg            | Deelgemeente van Aarlen                      |
| Rüwert                                         | Rüwert             | Rouvroy              | -                                            |
| Saas                                           | Sues               | Sampont              | Deelgemeente van Aarlen                      |
| Saner                                          |                    | Sainlez              | Deelgemeente van Fauvillers                  |
| Sauerfeld                                      |                    | Strainchamps         | Deelgemeente van Fauvillers                  |
| Schadeck                                       | Schuedeck          | Schadeck             | Deelgemeente van Attert                      |
| Schasteljung                                   |                    | Châtillon            | Deelgemeente van Saint-Léger                 |
| Schockweiler                                   | Schakeler          | Schockville          | Deelgemeente van Attert                      |
| Schoppach                                      | Schappech          | Schoppach            | Deelgemeente van Aarlen                      |
| Selingen                                       | Séilen             | Sélange              | Deelgemeente van Messancy                    |
| Seimerich                                      | Seimerech          | Seymerich            | Deelgemeente van Aarlen                      |
| Sesselich                                      | Siesselech         | Sesselich            | Deelgemeente van Aarlen                      |
| Stehnen                                        | Stienen            | Stehnen              | Deelgemeente van Aarlen                      |
| Steinbach                                      |                    | Steinbach            | Deelgemeente van Gouvy                       |
| Sterpenich                                     | Sterpenech         | Sterpenich           | Deelgemeente van Aarlen                      |
| Stockheim                                      | Stackem            | Stockem              | Deelgemeente van Aarlen                      |
| Tintingen                                      | Tënnen             | Tintange             | Deelgemeente van Fauvillers                  |
| Tontelingen                                    | Tontel             | Tontelange           | Deelgemeente van Attert                      |
| Törnich                                        | Täernech           | Toernich             | Deelgemeente van Aarlen                      |
| Törtchenweiler                                 |                    | Villers-Tortru       | Deelgemeente van Étalle                      |
| Türpingen                                      | Tierpen            | Turpange             | Deelgemeente van Messancy                    |
| Udingen                                        | Eiden              | Udange               | Deelgemeente van Aarlen                      |
| Walzingen                                      | Walzeng            | Waltzing             | Deelgemeente van Aarlen                      |
| Wanen                                          |                    | Vance                | Deelgemeente van Étalle                      |
| Warnach                                        | Warnech            | Warnach              | Deelgemeente van Fauvillers                  |
| Weilerbach                                     |                    | Villers-la-Bonne-Eau | Deelgemeente van Bastenaken                  |
| Weiler                                         | Weller             | Weyler               | Deelgemeente van Aarlen                      |
| Welschbochholz                                 |                    | Moinet               | Deelgemeente van Bastenaken                  |
| Wiesenbach                                     | Wiisbach           | Wisembach            | Deelgemeente van Fauvillers                  |
| Wolberg                                        | Wollbierg          | Wolberg              | Deelgemeente van Aarlen                      |
| Wolkringen                                     | Woulker            | Wolkrange            | Deelgemeente van Messancy                    |
| Zillig                                         |                    | Saint-Léger          | -                                            |

## Rivieren
| Nederlands | Duits                | Frans                       |
| ---------- | -------------------- | --------------------------- |
| Amel       | Amel                 | Amblève                     |
| -          | Kor/Korn (Lux. Kuer) | Chiers                      |
| Geul       | Göhl                 | Gueule                      |
| Oerth      | Urt                  | Ourthe (Wal. Aiwe d' Oûte)  |
| Schelde    | Schelde              | L'Escaut                    |
| Roer       | Rur                  | Roer                        |
| -          | Sauer                | Sûre (Wal. Seure)           |
| -          | Sesbach              | Semois (Wal. Simwès)        |
| Vesder     | Weser/Weserbach      | Vesdre (Wal. Aiwe di Vesse) |